# Schollacher Moor
Das Schollacher Moor ist ein vom Badischen Minister des Kultus und Unterrichts am 7. Juni 1939 durch Verordnung ausgewiesenes Naturschutzgebiet auf dem Gebiet der Gemeinde Eisenbach (Hochschwarzwald) im Landkreis Breisgau-Hochschwarzwald.

## Lage
Das Schollacher Moor liegt im Gewann Fohrenschachen südwestlich des Weilers Schollach im Naturraum Südöstlicher Schwarzwald zwischen den Bächen Engenbach und Schollach auf einer Höhe von ca. 940 m ü. NHN. Das Naturschutzgebiet ist in das Landschaftsschutzgebiet Eisenbach eingebettet und gehört zum Naturpark Südschwarzwald.

## Landschaftscharakter
Im Gebiet ist vollständig mit einem Spirken-Fichten-Moorwald bestockt und liegt inmitten eines Grünlandkomplexes mit Nasswiesen und Weiden. Die moortypische Vegetation ist jedoch nur noch in wenigen Bereichen vorhanden, die Fichte setzt sich zunehmend gegen die Spirke durch.